# Рыбопитомник (Самарская область)
Рыбопито́мник — посёлок в Сергиевском районе Самарской области, входит в состав сельского поселения Сергиевск.

## География
Посёлок находится недалеко от правого берега реки Сок, на расстоянии примерно 8 км (по прямой) на западо-юго-запад от села Сергиевск, административного центра района.

## Население
| 2008 | 2010 |
| ---- | ---- |
| 7    | ↗8   |

### Национальный состав
Согласно результатам переписи 2002 года, в национальной структуре населения русские составляли 100 % из 13 чел.